# Карайман
Карайман (рум. Caraiman) — село в Дондюшанском районе Молдавии. Наряду с сёлами Фрасин и Новые Кодряны входит в состав коммуны Фрасин.

## География
Село расположено на высоте 210 метров над уровнем моря.

## Население
По данным переписи населения 2004 года, в селе Карайман проживает 65 человек (27 мужчин, 38 женщин).
Этнический состав села:
| Национальность | Число жителей | Процентный состав |
| -------------- | ------------- | ----------------- |
| украинцы       | 40            | 61,54             |
| молдаване      | 24            | 36,92             |
| русские        | 1             | 1,54              |
| Всего          | 65            | 100 %             |